# Beezie Madden
Elizabeth "Beezie" Madden (ur. 20 listopada 1963 w Milwaukee) – amerykańska jeźdźczyni sportowa. Trzykrotna medalistka olimpijska.
Startuje w konkurencji skoków przez przeszkody. Dwukrotnie znalazła się w składzie drużyny, która triumfowała na igrzyskach. Indywidualnie była także trzecia w Pekinie, a w 2006 druga podczas mistrzostw świata.
Jest pięciokrotną medalistką igrzysk panamerykańskich, tytuły wywalczyła na igrzyskach w Santo Domingo, Guadalajarze oraz Limie.